# Lawson Craddock
Gregory Lawson Craddock (født 20. februar 1992 i Houston) er en tidligere cykelrytter fra USA, der senest kørte for Team Jayco AlUla.